# Michiel Hoogeveen
Michiel Hoogeveen (ur. 6 lipca 1989 w Lejdzie) – holenderski polityk, politolog i samorządowiec, poseł do Parlamentu Europejskiego IX kadencji.

## Życiorys
Uzyskał licencjat z zarządzania przedsiębiorstwem w De Haagse Hogeschool (2011) oraz magisterium z nauk politycznych na Wolnym Uniwersytecie w Amsterdamie (2013). Pracował w sektorze bankowym. W latach 2017–2019 był konsultantem do spraw ryzyka w KPMG. Jako politolog zajął się zagadnieniami poświęconymi Korei Północnej.
Dołączył do ugrupowania Forum na rzecz Demokracji. Z jego ramienia w 2019 został radnym prowincji Holandia Południowa. W tym samym roku kandydował na eurodeputowanego, później został doradcą deputowanych FvD w PE. W 2020 odszedł z tej partii, następnie dołączył do ugrupowania JA21. W kwietniu 2021 objął mandat europosła IX kadencji, zastępując Derka Jana Eppinka.